# Port-Lesney
Port-Lesney é uma comuna francesa na região administrativa de Borgonha-Franco-Condado, no departamento de Jura. Estende-se por uma área de 10,91 km². Em 2010 a comuna tinha 538 habitantes (densidade: 49,3 hab./km²).